# بين ديفيس (لاعب كرة قاعدة)
بين ديفيس (بالإنجليزية: Ben Davis)‏ هو لاعب كرة قاعدة أمريكي، ولد في 10 مارس 1977 في تشيستر في الولايات المتحدة.

## وصلات خارجية
- بين ديفيس على موقع دوري كرة القاعدة الرئيسي (الإنجليزية)
- بين ديفيس على موقعبيزبول رفرنس.كوم (الدوري الرئيسي) (الإنجليزية)
- بين ديفيس على موقعبيزبول رفرنس.كوم (الدوري الثانوي) (الإنجليزية)
- بين ديفيس على موقع إي إس بي إن.كوم (أم.أل.بي) (الإنجليزية)
- بين ديفيس على موقع مشجعي الرسوم البيانية (الإنجليزية)